# Chaoilta bifoveata
Chaoilta bifoveata är en stekelart som först beskrevs av Cameron 1910.  Chaoilta bifoveata ingår i släktet Chaoilta och familjen bracksteklar. Inga underarter finns listade i Catalogue of Life.